# محمود معلول
محمود معلول لاعب كرة قدم سوري من مواليد حمص، يلعب مع الشرطة.